# Río Karatal

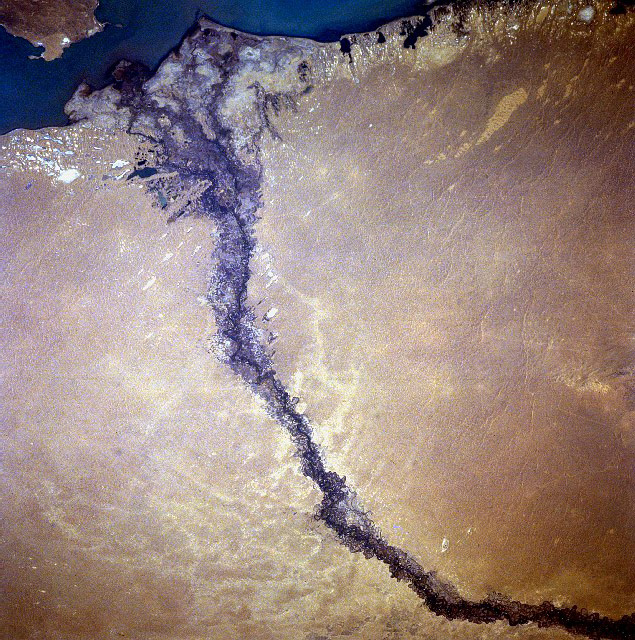
El Karatal desembocando en el lago Baikal (sep.1996)

El río Karatal (del ruso: Каратал) es un corto río de  Kazajistán, uno de los siete afluentes de pequeño caudal del lago Baljash, que desagua en el sector oriental. Tiene una longitud de 390 km y drena una pequeña cuenca de 19.100 km².
Nace en la parte suroriental  de las montañas de Zungaria (Dzungaria Alatau), a 4.463 m de altitud, cerca de la frontera entre Kazajistán  y  China.  El río discurre en su primer tramo generalmente hacia el oeste-suroeste girando hacia el norte cuando llega al desierto Saryesik-Atyrau, un gran  desierto de arena localizado al sur del lago Baljash.  El río desemboca en el lago por la margen meridional, más o menos en su tramo central. Pasa por las ciudades de  Taldykorgán, Ushtobe y Mataj. 
El río Karatal se  congela en diciembre y se queda bloqueado por el hielo hasta el mes de marzo.